# Comuna Porumbeni, Harghita
Porumbeni este o comună în județul Harghita, Transilvania, România, formată din satele Porumbenii Mari (reședința) și Porumbenii Mici.

## Demografie
Componența etnică a comunei Porumbeni
     Maghiari (78,28%)
     Romi (17%)
     Alte etnii (4,72%)
Componența confesională a comunei Porumbeni
     Reformați (66,11%)
     Fără religie (19,44%)
     Romano-catolici (5,39%)
     Unitarieni (1,22%)
     Baptiști (1,06%)
     Alte religii (2,33%)
     Necunoscută (4,44%)
Conform recensământului efectuat în 2021, populația comunei Porumbeni se ridică la 1.800 de locuitori, în scădere față de recensământul anterior din 2011, când fuseseră înregistrați 1.805 locuitori. Majoritatea locuitorilor sunt maghiari (78,28%), cu o minoritate de romi (17%). Din punct de vedere confesional, majoritatea locuitorilor sunt reformați (66,11%), cu minorități de fără religie (19,44%), romano-catolici (5,39%), unitarieni (1,22%) și baptiști (1,06%), iar pentru 4,44% nu se cunoaște apartenența confesională.

## Politică și administrație
Comuna Porumbeni este administrată de un primar și un consiliu local compus din 11 consilieri. Primarul, Levente Gyerkó[*], de la Uniunea Democrată Maghiară din România, este în funcție din 2004. Începând cu alegerile locale din 2024, consiliul local are următoarea componență pe partide politice:
|  | Partid                                 | Consilieri | Componența Consiliului | Componența Consiliului | Componența Consiliului | Componența Consiliului | Componența Consiliului | Componența Consiliului | Componența Consiliului | Componența Consiliului | Componența Consiliului | Componența Consiliului | Componența Consiliului |
|  | -------------------------------------- | ---------- | ---------------------- | ---------------------- | ---------------------- | ---------------------- | ---------------------- | ---------------------- | ---------------------- | ---------------------- | ---------------------- | ---------------------- | ---------------------- |
|  | Uniunea Democrată Maghiară din România | 11         |                        |                        |                        |                        |                        |                        |                        |                        |                        |                        |                        |

## Imagini

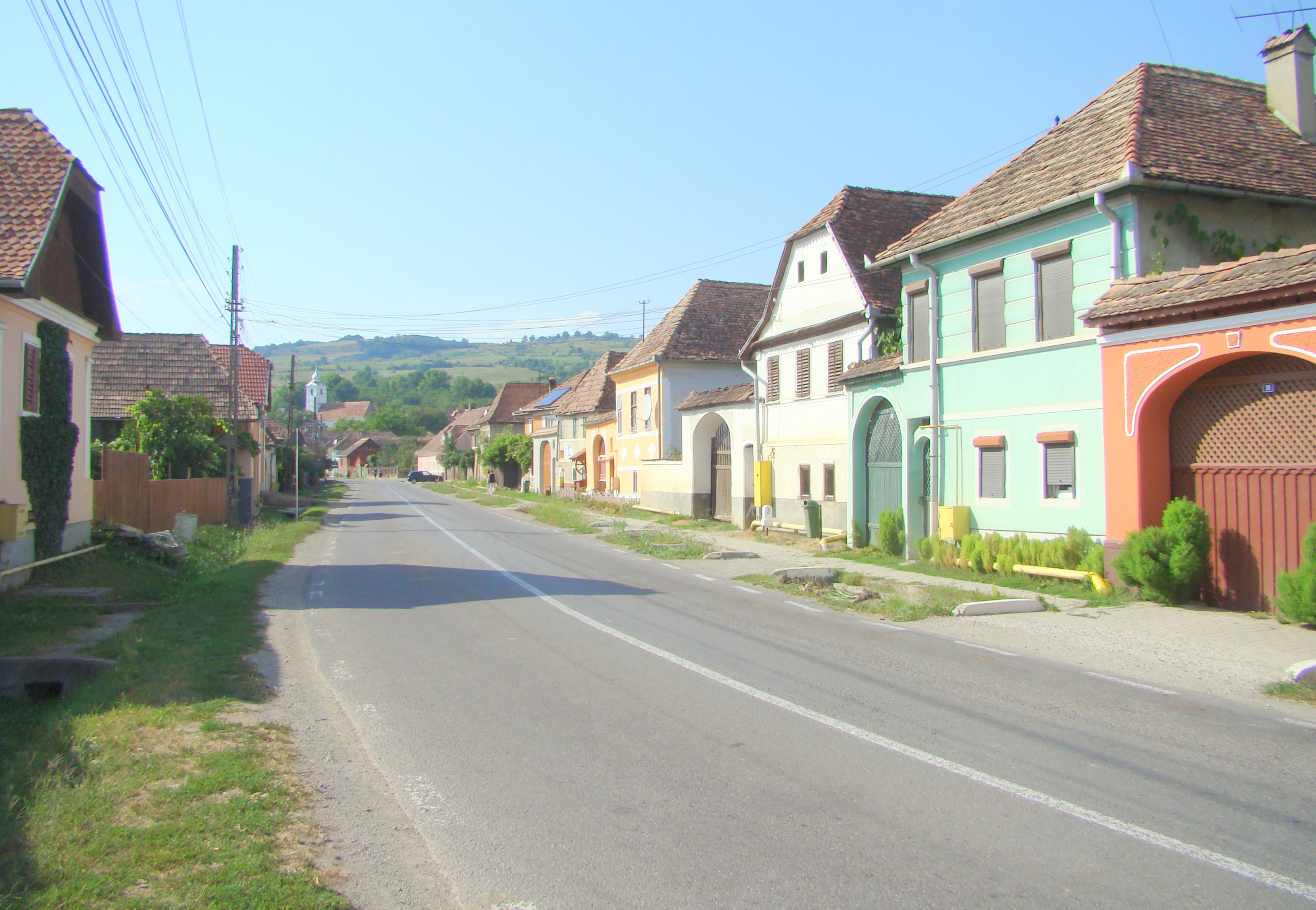
Porumbenii Mari
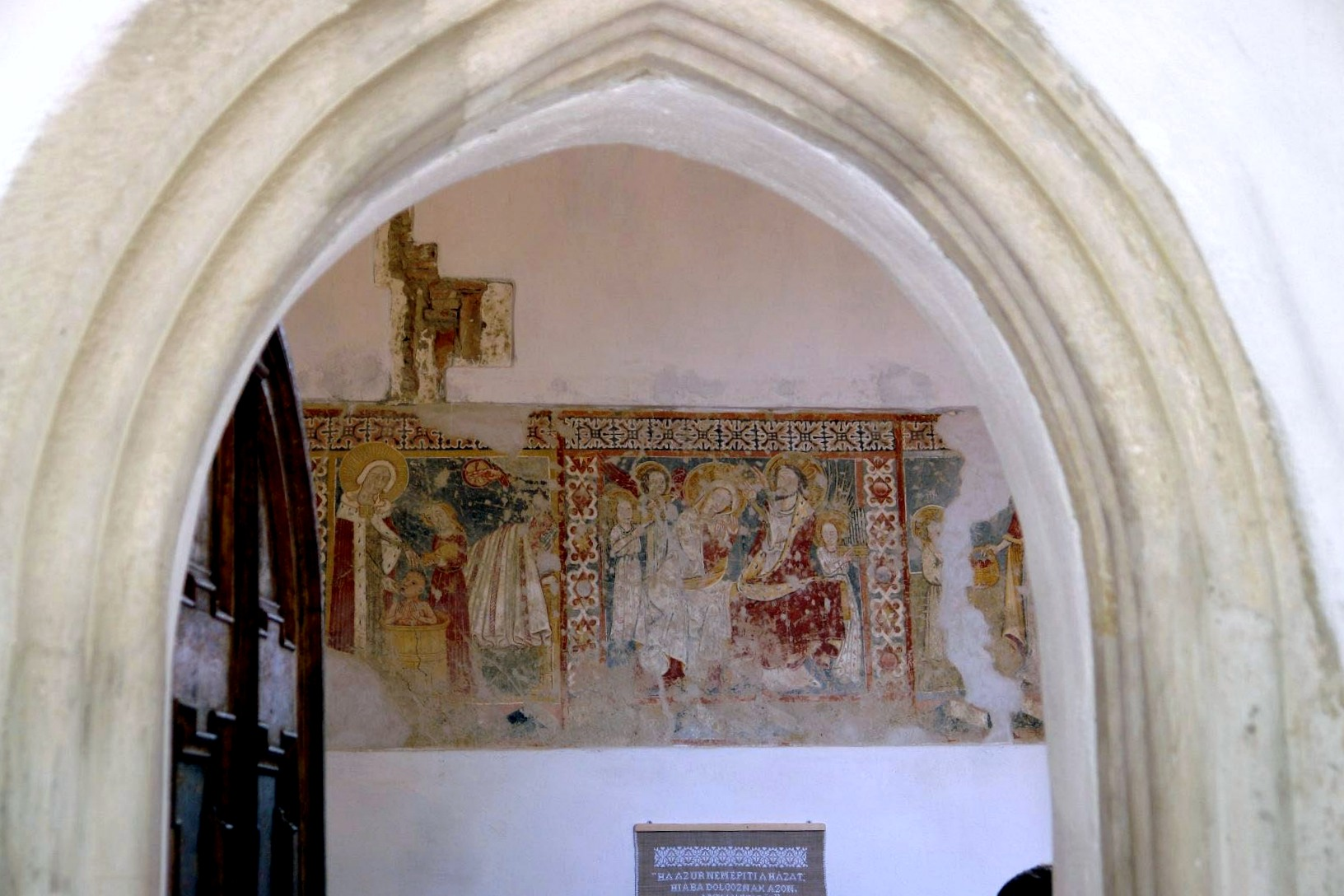
Biserica reformată (monument istoric)
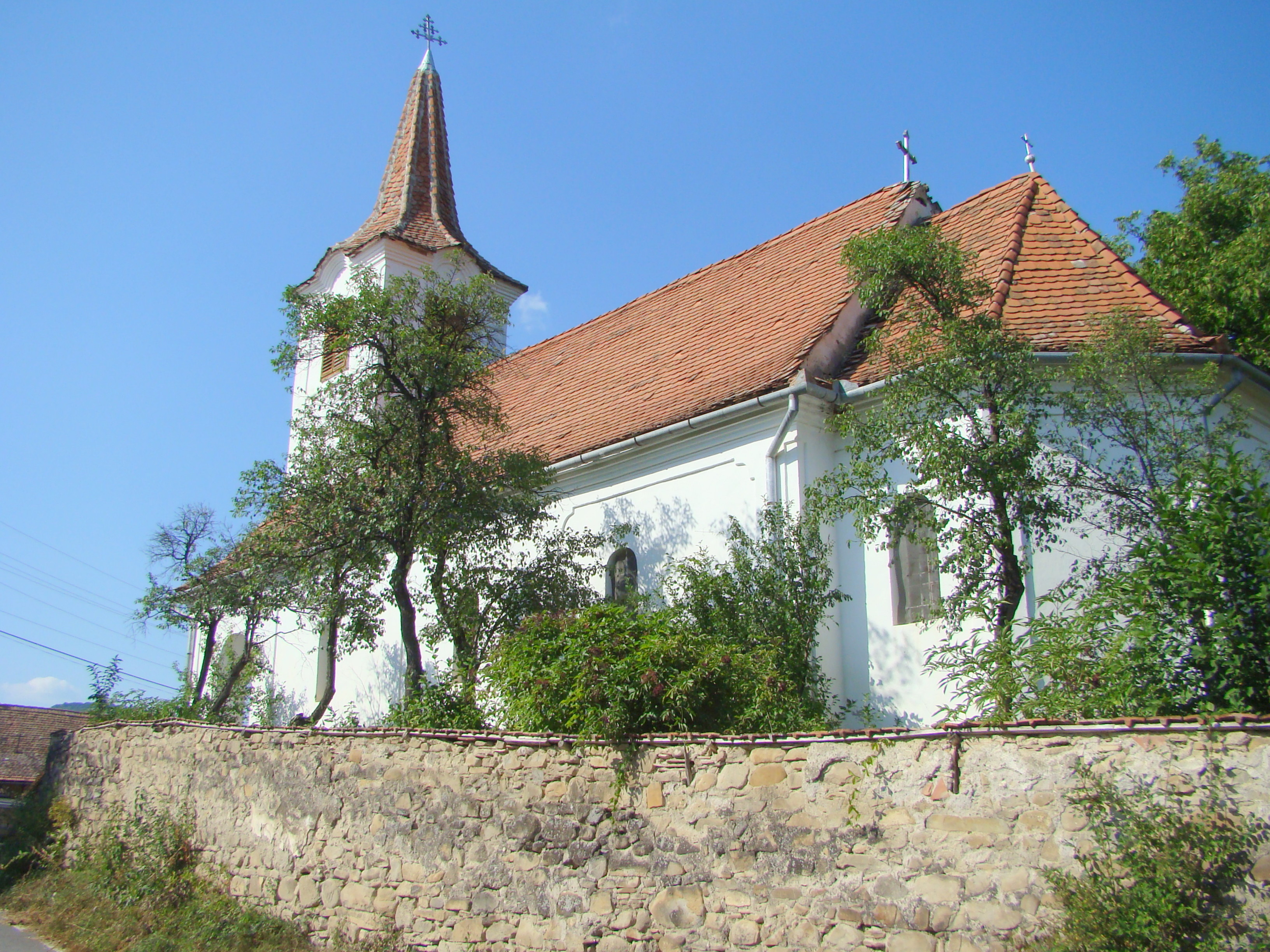
Ansamblul bisericii „Sf. Nicolae” (monument istoric)
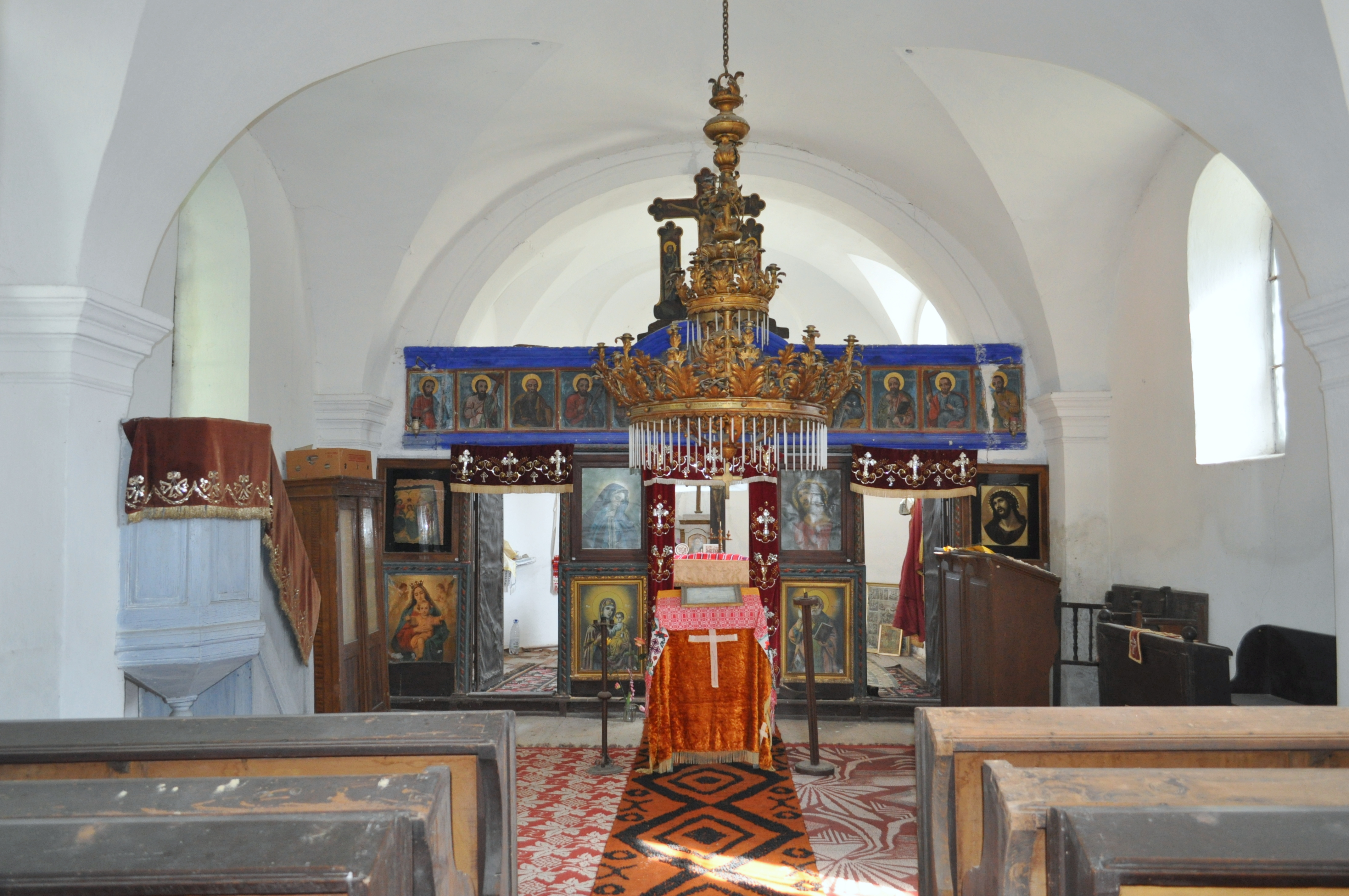
Biserica Sfântul Nicolae
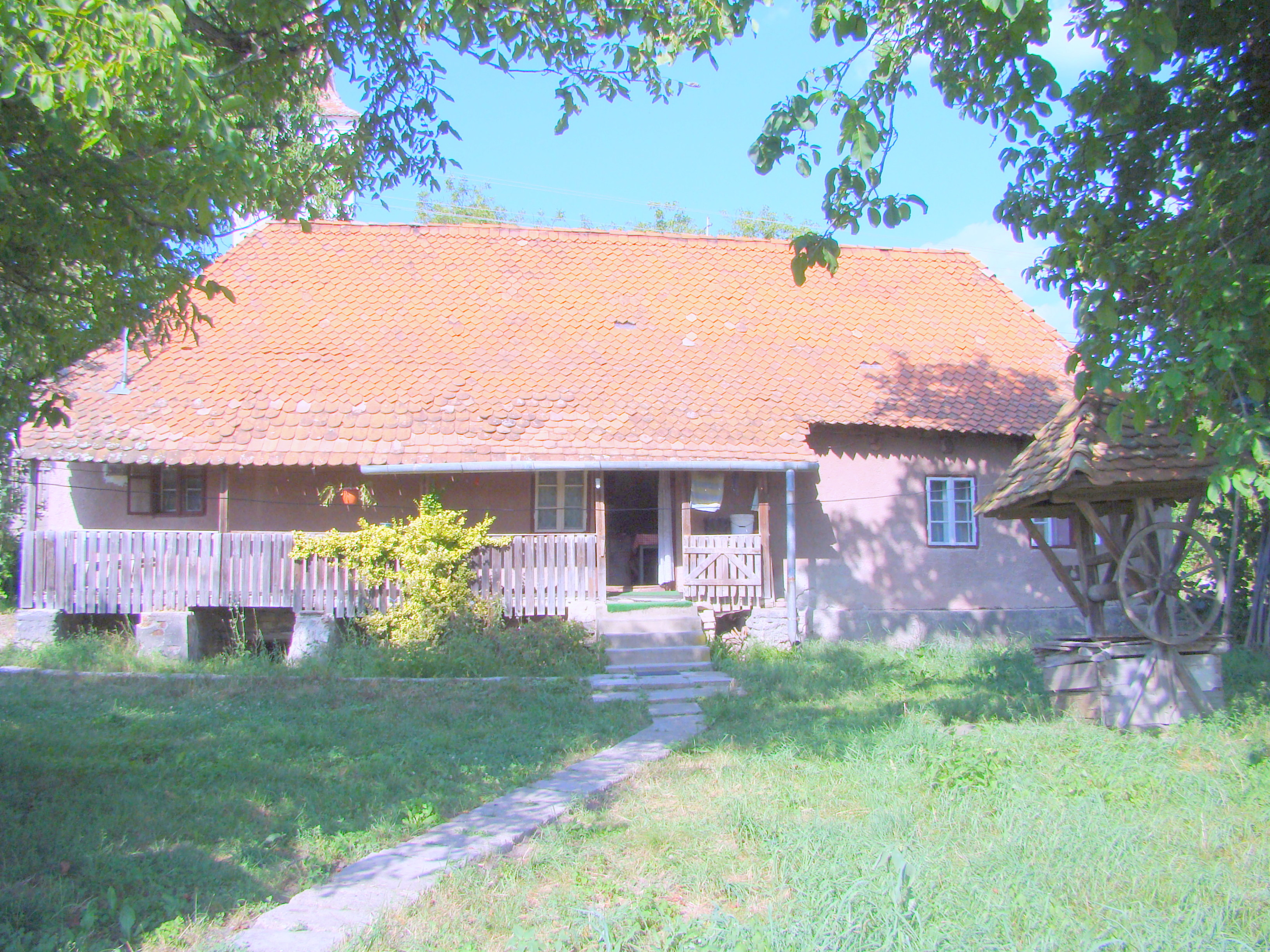
Casa parohială a bisericii românești din Porumbenii Mari  (monument istoric)
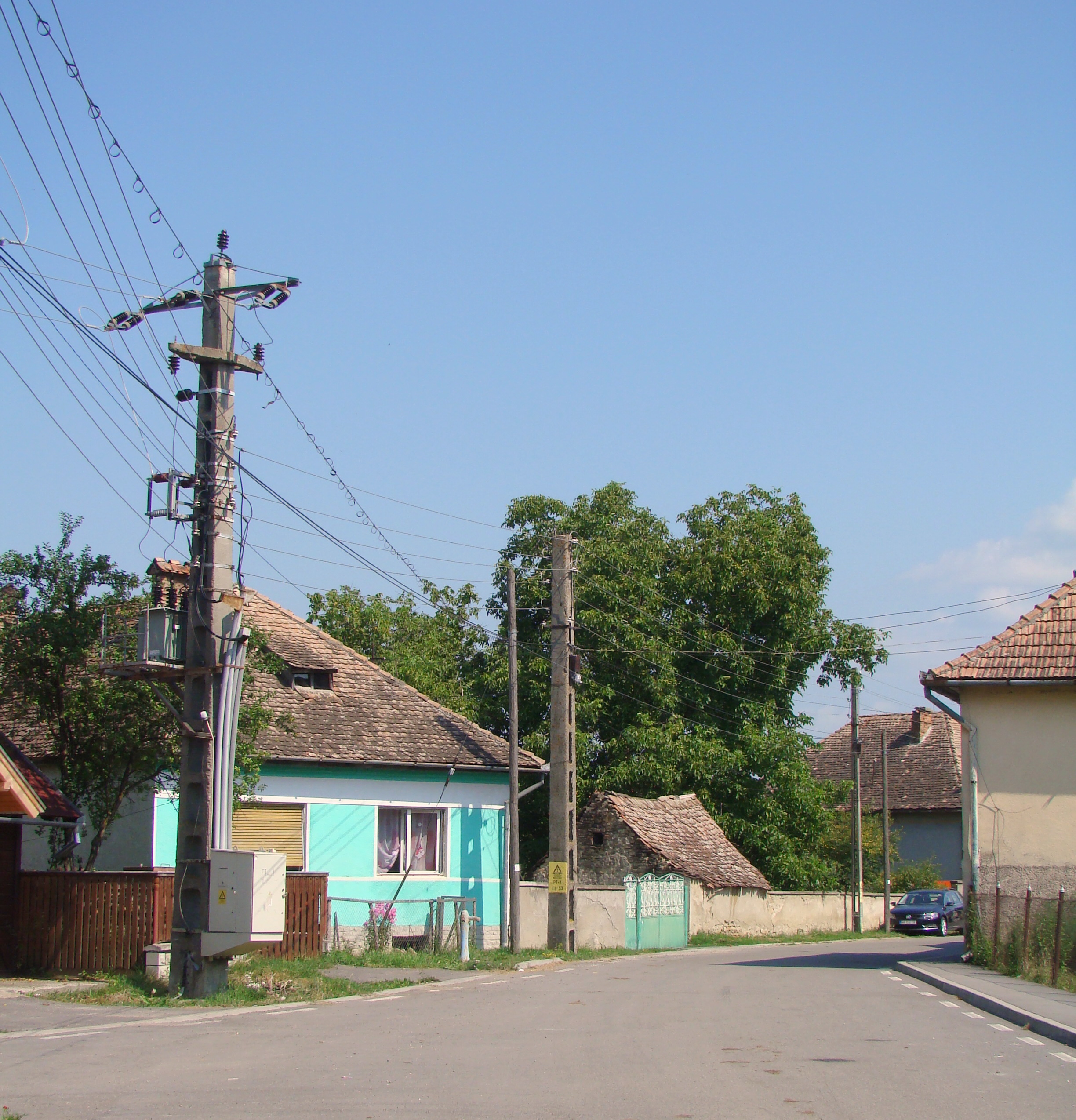
Porumbenii Mici
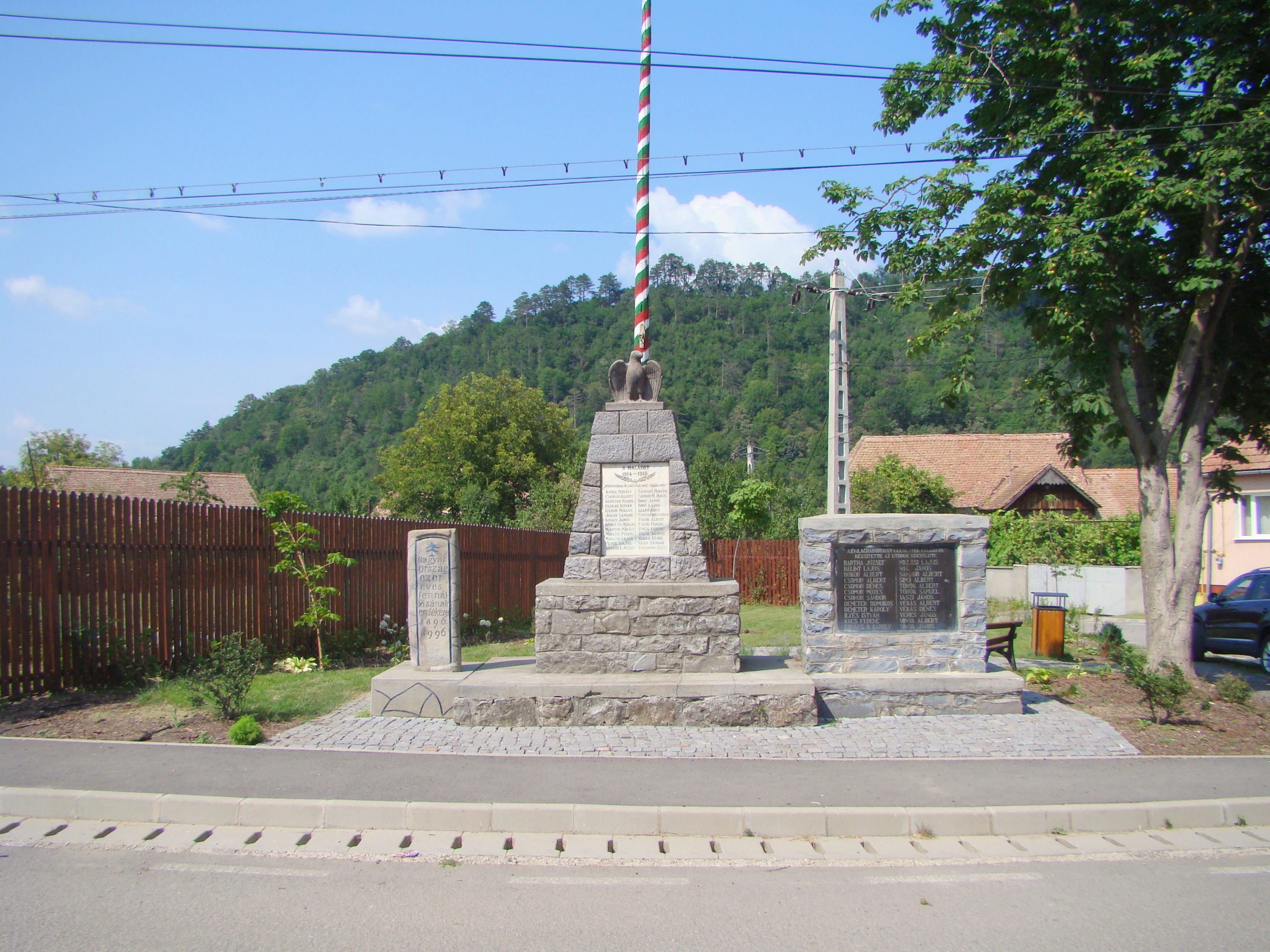
Monumentul eroilor din Primul Război Mondial
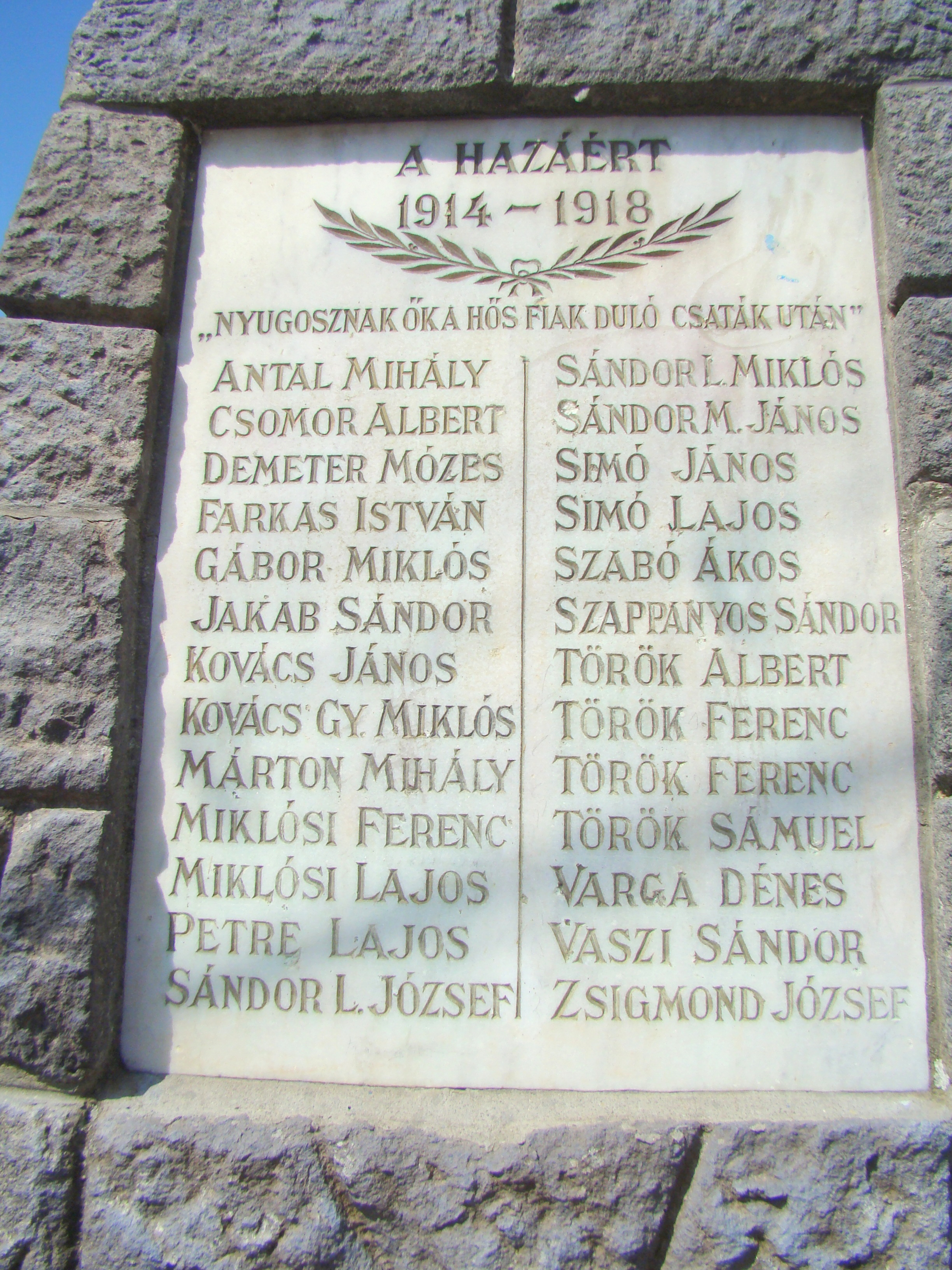
Monumentul eroilor din Primul Război Mondial (detaliu)
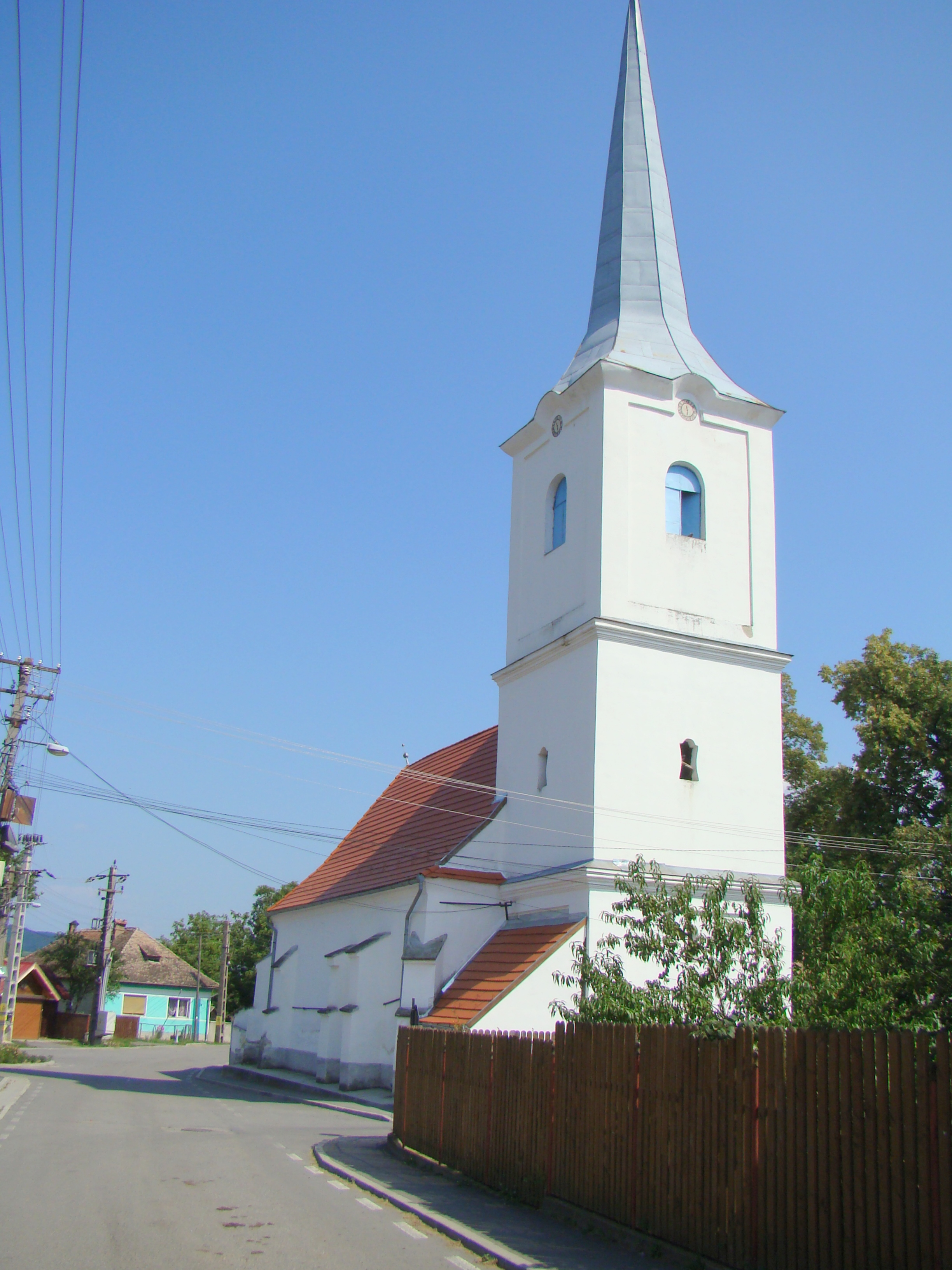
Biserica reformată
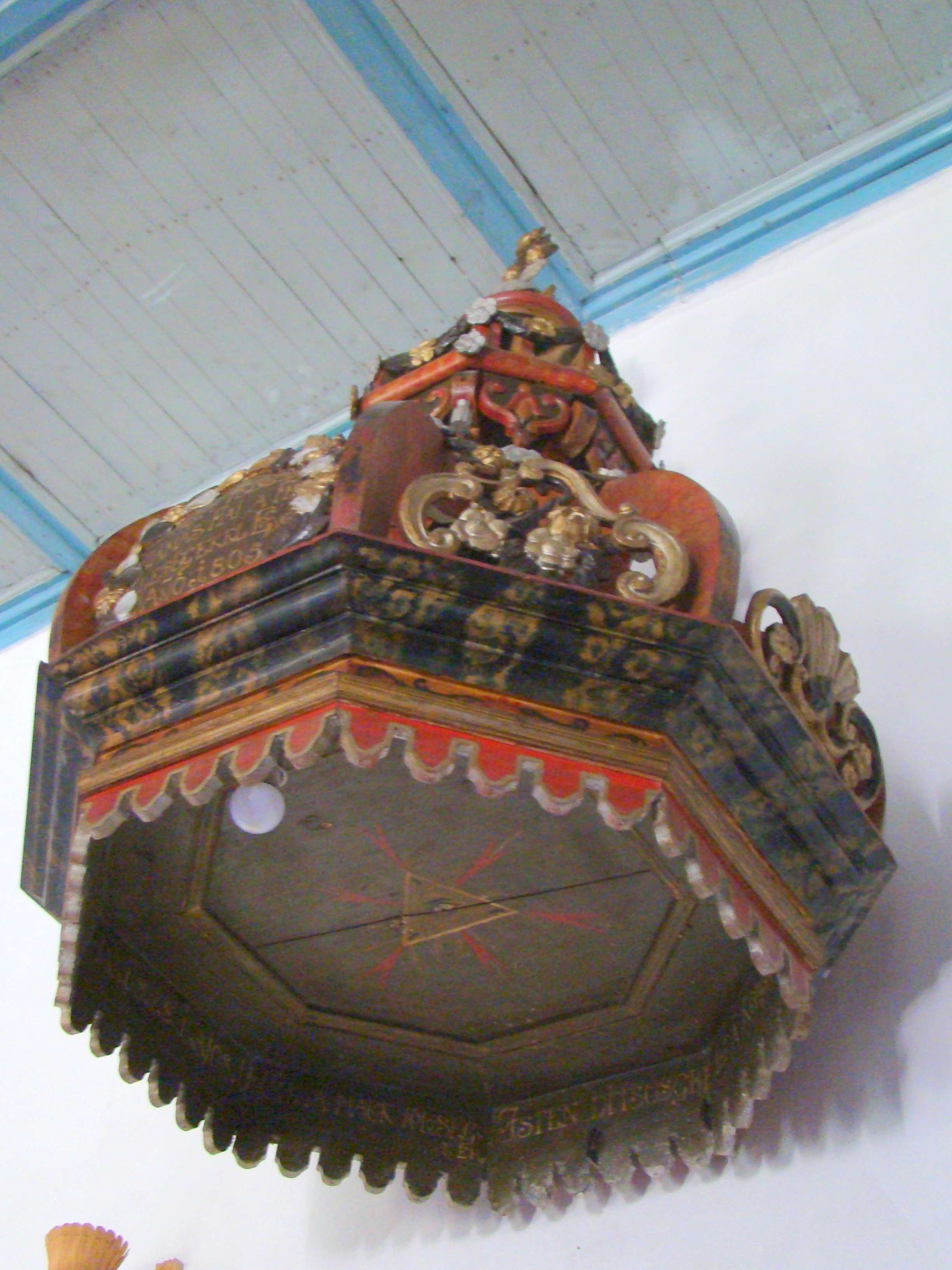
Coroana amvonului